# Avenue de Paris (Villejuif)
Pour les articles homonymes, voir Avenue de Paris.
L`avenue de Paris est un important axe de circulation de Villejuif dans le Val-de-Marne. Elle suit le tracé de la route nationale 7.

## Situation et accès

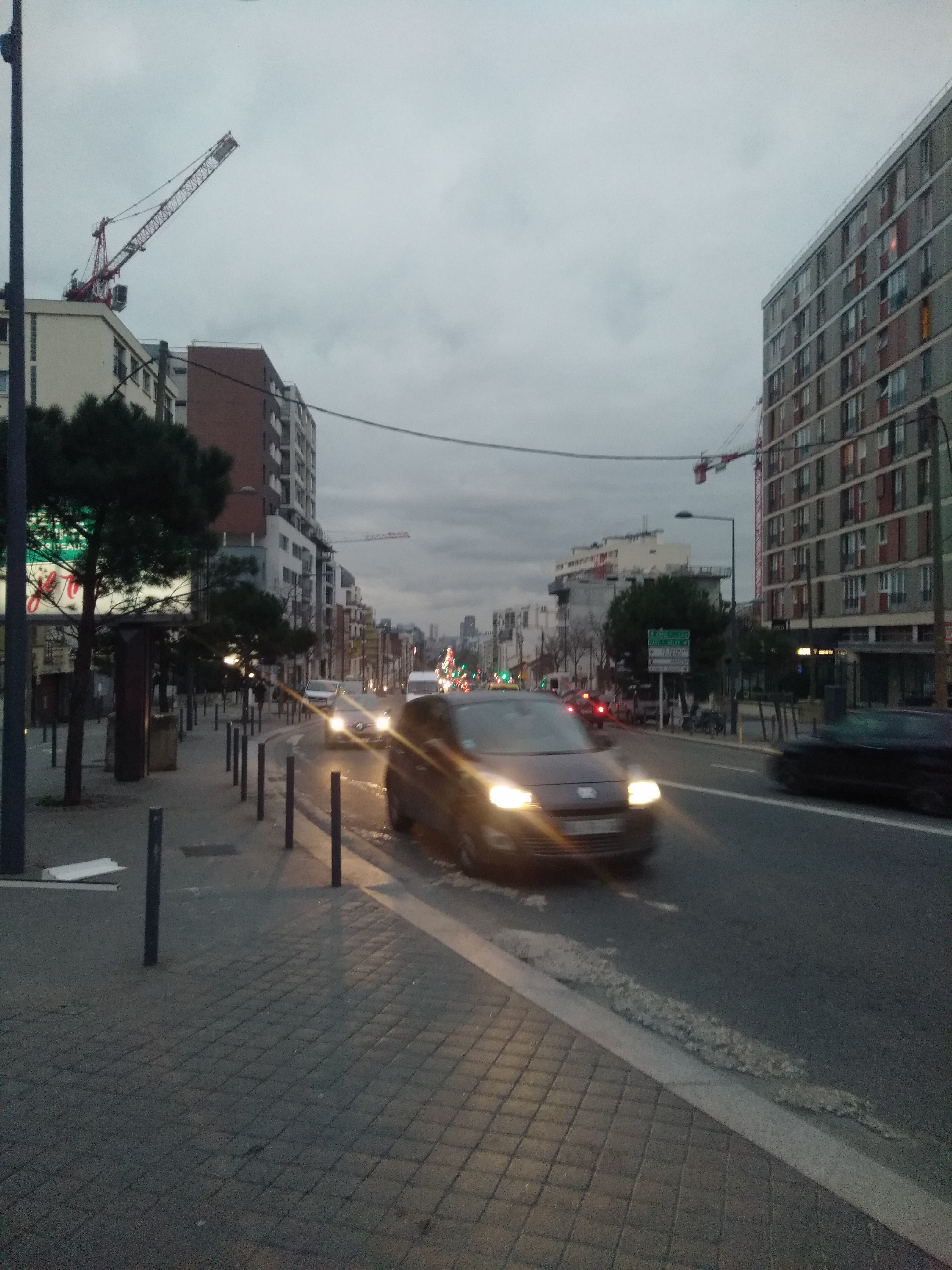
L'avenue de Paris à Villejuif.

Elle est desservie par la station de métro Villejuif - Léo Lagrange sur la ligne 7 du métro de Paris.

## Origine du nom

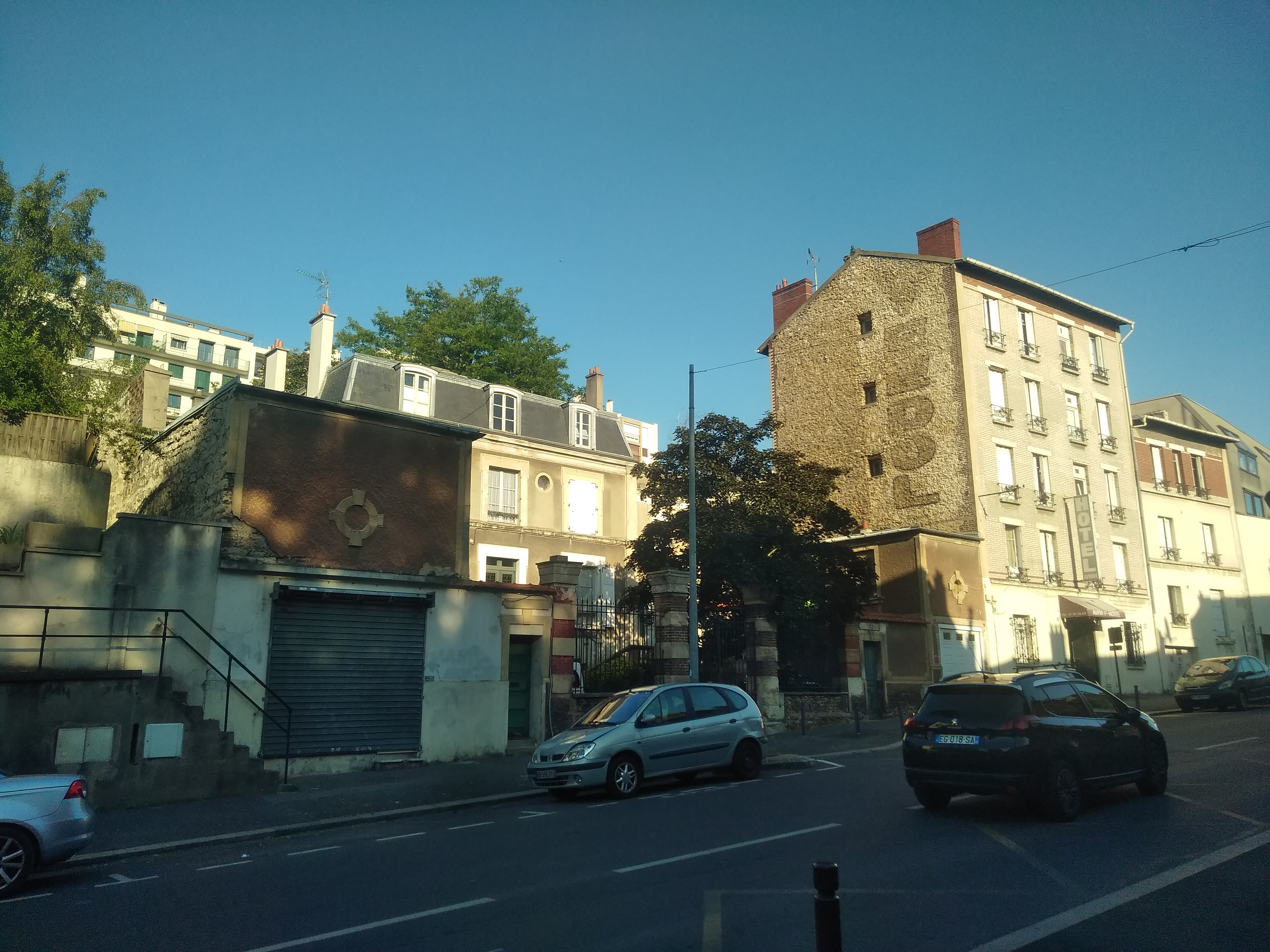
Au 109, avenue de Paris.

Comme de nombreux axes de circulation rayonnant autour de Paris, celle-ci reçut le nom de la capitale, probablement autour du XVIIIe siècle, période historique de centralisation du pays. Il est à noter que le même axe reçoit plus au sud le nom de route de Fontainebleau vers laquelle il se dirige. À plus grande échelle, elle fut aussi désignée comme grande route de Paris à Lyon.
Elle traverse Villejuif dans toute sa longueur et y formait à la fin du XIXe siècle la route principale
.

## Historique

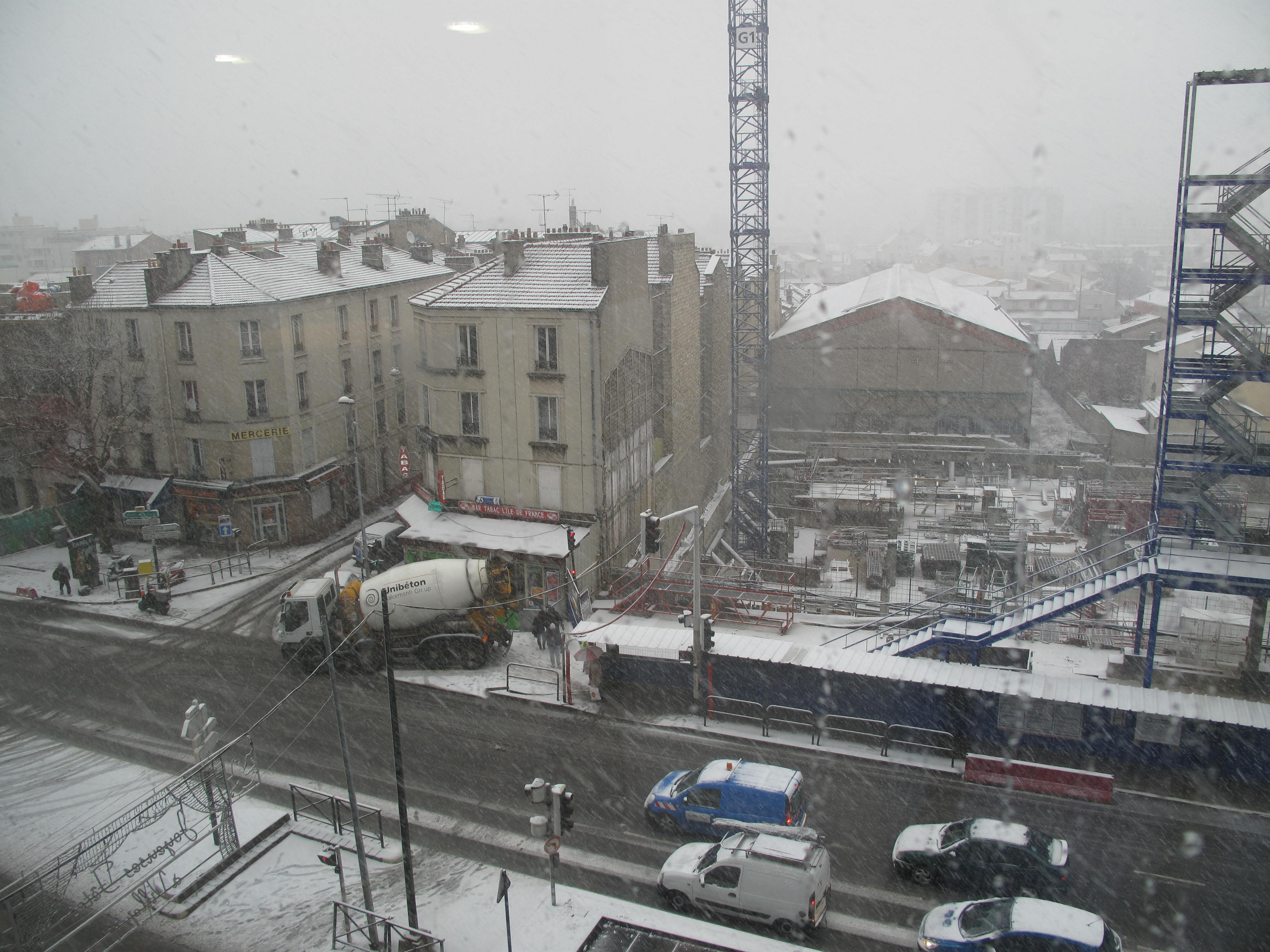
La pendant l'hiver 2010-2011.

En 1815, lors du retour de l'Île d'Elbe, l'armée royaliste tenta de barrer le passage de l'empereur Napoléon Ier à cet endroit.
Il y circulait au début du XXe siècle la ligne de tramway no 85.
Jusque dans les années 1930, cette voie de circulation faisait intégralement partie de la route nationale 7 et formait avec la rue Jean-Jaurès, l`avenue Jean-Jaurès. Cependant, son faible gabarit dû à la densité du domaine bâti à l'approche du cœur historique de Villejuif interdit son élargissement. En 1935, il devint alors nécessaire de créer une déviation de cette route nationale, ce qui fut fait par le percement du boulevard Maxime-Gorki, inauguré cette même année, qui contourne par l'est le centre ville pour rejoindre son ancien tracé rectiligne à la hauteur de l'avenue de Stalingrad, son ancien tracé.

## Bâtiments remarquables et lieux de mémoire

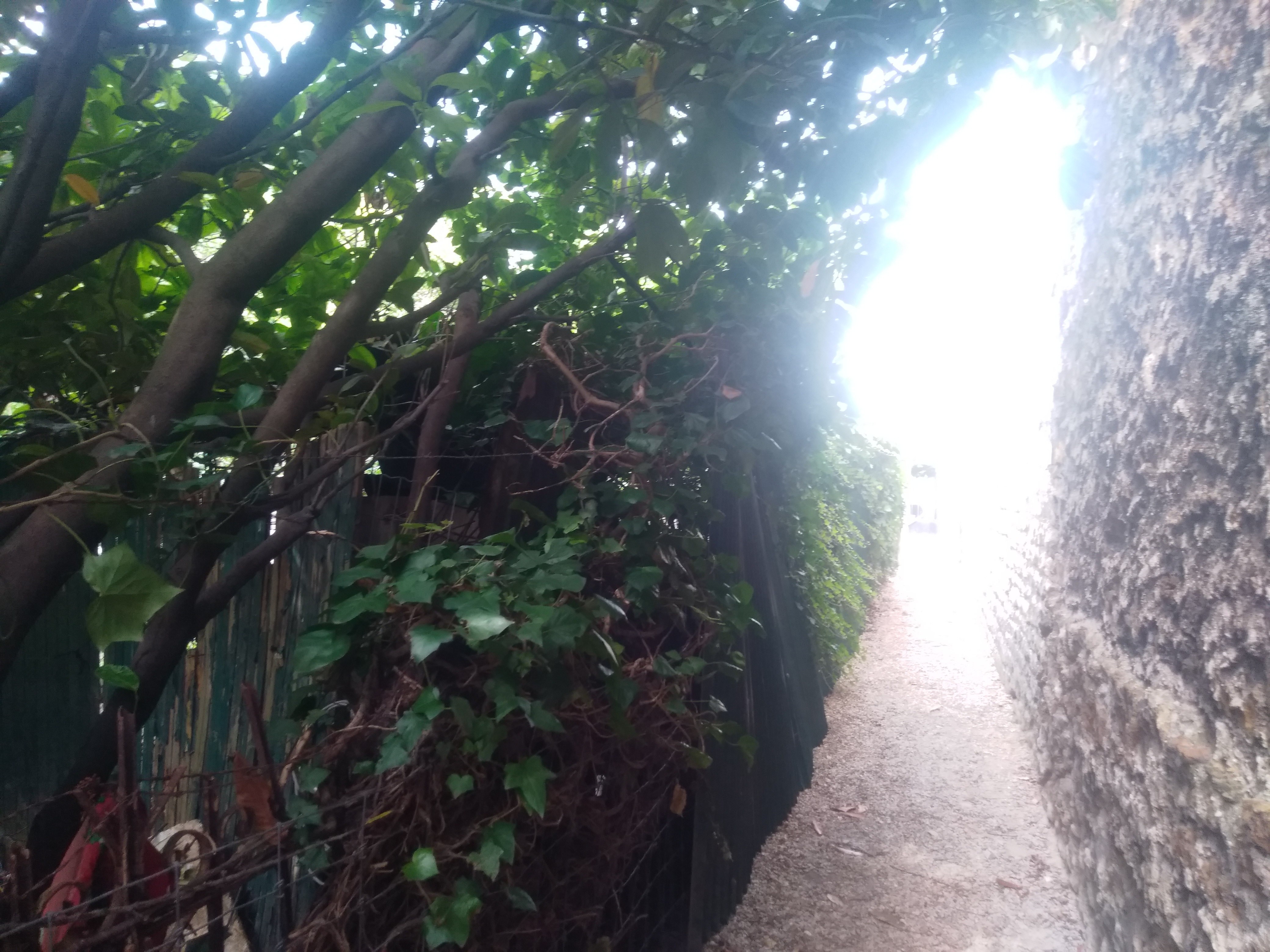
Passage de la Pyramide menant à la mire de Cassini, juin 2020.

- Pyramide de Cassini, mire topographique bâtie à Villejuif en 1742 par Jacques Cassini[7].
- Au carrefour du boulevard Maxime-Gorki, réservoirs d'eau non potable de la ville de Paris, construits dans les années 1880[8].
- Au no 20, bureaux du Crédit lyonnais[9].